# Le avventure di Huckleberry Finn (serie animata)
Le avventure di Huckleberry Finn (ハックルベリィの冒険?, Hakkuruberī no bōken) è un anime in 26 puntate, prodotto da Group TAC, Nippon Herald e Fuji TV, liberamente tratto dal romanzo per ragazzi Le avventure di Huckleberry Finn dello scrittore statunitense Mark Twain e trasmesso per la prima volta in Giappone dall'emittente Fuji TV nel 1976.
In Italia la serie è stata trasmessa dalla Rete 1 nel 1980, suddivisa in 32 episodi anziché 26. Nel 1999 è stata trasmessa su Italia 1 una versione ridoppiata della serie con il titolo Un fiume di avventure con Huck e rispecchiante la distribuzione originale degli episodi.

## Trama
Huck Finn è un ragazzo senza una casa perché abbandonato dal padre, che ha lasciato il villaggio da oltre un anno. Nonostante viva in una botte e la madre del suo piccolo amico Tom Sawyer non voglia che i ragazzi giochino con lui, è sempre circondato da tanti amici. Ed è durante uno di questi giochi, mentre sta esplorando una grotta alla ricerca del "tesoro dei pirati" che Huck scopre due ladri che avevano appena depredato il villaggio.
Usando l'astuzia riesce a farli catturare e a recuperare la refurtiva e questo spinge la vedova Douglas a proporre alla comunità di adottarlo. Huck all'inizio è contrario: andare a scuola e vestirsi bene è al di sopra delle sue capacità di resistenza, ma poi si rende conto della fortuna che ha avuto ed acconsente.
Ma il padre di Huck, attratto dai soldi del figlio, un giorno si fa vivo e lo rapisce. Huck riesce a fuggire fingendo di essere morto e durante la sua fuga, si imbatte casualmente in Jim, uno schiavo di miss Watson, sorella della vedova Douglas, che sta scappando perché ha scoperto che la sua padrona vuole venderlo per 800 dollari.
I due amici costruiscono una zattera con la quale inizieranno un viaggio sul fiume Mississippi, Jim per sperare di affrancarsi dalla schiavitù, e Huck per trovare finalmente la sua libertà dal padre alcolizzato.

## Doppiaggio
| Personaggio   | Voce giapponese     | Voce italiana 1ª ed. | Voce italiana 2ª ed. |
| ------------- | ------------------- | -------------------- | -------------------- |
| Huck Finn     | Masako Nozawa       | Rori Manfredi        | Alessio De Filippis  |
| Jim           | Yasuo Yamada        | Giorgio Locuratolo   | Luca Semeraro        |
| Buck          | - non disponibile - | Fabrizio Mazzotta    | - non disponibile -  |
| Ketty         | - non disponibile - | Francesca Guadagno   | - non disponibile -  |
| Ed            | - non disponibile - | Nino Scardina        | - non disponibile -  |
| Reverendo     | - non disponibile - | Bruno Cattaneo       | - non disponibile -  |
| Padre di Huck | - non disponibile - | Franco Latini        | Claudio Beccari      |
| Helen         | - non disponibile - | - non disponibile -  | Annamaria Mantovani  |
| Dottore       | - non disponibile - | Vittorio Di Prima    | Orlando Mezzabotta   |

## Episodi
| Nº | Titolo italiano (ed. Mediaset) Giapponese 「Kanji」 - Rōmaji                       | In onda          | In onda |
| Nº | Titolo italiano (ed. Mediaset) Giapponese 「Kanji」 - Rōmaji                       | Giapponese       |         |
| 1  | Nella grotta dei pirati 「宿なしハック」 - yado nashi hakku                        | 2 gennaio 1976   |         |
| 2  | Il ritorno del padre 「こわいお父さん」 - kowaio tōsan                             | 9 gennaio 1976   |         |
| 3  | La capanna nella foresta 「見知らぬ森の丸太小屋」 - mishira nu mori no maruta koya | 16 gennaio 1976  |         |
| 4  | Viva la libertà 「ハックの脱出大作戦」 - hakku no dasshutsu daisakusen             | 23 gennaio 1976  |         |
| 5  | Il temporale 「お父さんの死」 - o tōsan no shi                                     | 30 gennaio 1976  |         |
| 6  | Amici 「確かなる握手」 - tashika naru akushu                                       | 6 febbraio 1976  |         |
| 7  | Il relitto 「泥棒だって人間だ」 - dorobō datte ningen da                           | 13 febbraio 1976 |         |
| 8  | Dov'è Jim? 「ジム危うし」 - jimu abunau shi                                        | 20 febbraio 1976 |         |
| 9  | I cacciatori di taglie 「ジム救出大作戦」 - jimu kyūshutsu daisakusen              | 27 febbraio 1976 |         |
| 10 | Benvenuto in casa Grangeford 「ハックがまよい込んだ家」 - hakku gamayoi kon da ie  | 5 marzo 1976     |         |
| 11 | La contesa 「ハーニーさんを撃つな!」 - hani sanwo utsu na!                         | 12 marzo 1976    |         |
| 12 | La pace è lontana 「男の約束」 - otoko no yakusoku                                 | 19 marzo 1976    |         |
| 13 | Vince l'amore 「争いの終り」 - arasoi no owari                                     | 26 marzo 1976    |         |
| 14 | Al lavoro! 「霧の中」 - kiri no naka                                               | 2 aprile 1976    |         |
| 15 | Non stuzzicare un pel di carota 「渡しを守ったハック」 - watashi wo mamotta hakku  | 9 aprile 1976    |         |
| 16 | La ricerca di Susie 「幻のお母さん」 - maboroshi noo kaasan                        | 16 aprile 1976   |         |
| 17 | Albert e il bufalo 「荒野の少年たち」 - kōya no shōnen tachi                       | 23 aprile 1976   |         |
| 18 | Storie di fantasmi 「ジムのおまじない」 - jimu noomajinai                          | 30 aprile 1976   |         |
| 19 | Catturato di nuovo 「走れハック」 - hashire hakku                                  | 7 maggio 1976    |         |
| 20 | Buoni Samaritani 「３ドルの船賃」 - 3 doru no funachin                             | 14 maggio 1976   |         |
| 21 | Il re e il duca 「王様と公爵」 - ōsama to kōshaku                                  | 21 maggio 1976   |         |
| 22 | Due gentiluomini inglesi 「イギリスから来た叔父さん」 - igirisu kara kita oji san  | 28 maggio 1976   |         |
| 23 | I veri zii 「微笑んだメアリー」 - hohoen da meari                                  | 4 giugno 1976    |         |
| 24 | Hanno venduto Jim 「売られたジム」 - ura reta jimu                                 | 11 giugno 1976   |         |
| 25 | Di nuovo in fuga 「逃げろジム」 - nige ro jimu                                     | 18 giugno 1976   |         |
| 26 | Libertà 「帰ってきたハック」 - kaette kita hakku                                   | 25 giugno 1976   |         |

### Prima edizione
La prima edizione italiana, trasmessa su Rai 1 nel 1980 e successivamente replicata su emittenti locali, vede la suddivisione dei 26 episodi originali in 32 puntate di durata più breve. Di seguito i titoli degli episodi di tale edizione:
1. Caccia al tesoro
2. L'adozione
3. Il ritorno del padre
4. Vita nella baracca
5. Finalmente libero
6. Temporale nell'isola
7. Il viaggio verso il Kent
8. Un rottame in mezzo al fiume
9. La zattera alla deriva
10. La cattura di Jim
11. Operazione salvataggio
12. Un tuffo pericoloso
13. Un'accoglienza famigliare
14. Il Karma
15. Lo scambio di ostaggi
16. Una drammatica scadenza
17. Missione compiuta
18. Huck trova un fratello
19. Una questione di traghetti
20. In cerca della madre
21. Un bufalo da salvare
22. La magia
23. Spettri al cimitero
24. Una medicina per riscatto
25. Un portamonete smarrito
26. Il re e il duca
27. Gli imbroglioni vendono fumo
28. Una sporca truffa
29. La verità nel tatuaggio
30. Lo schiavo venduto
31. Fuga dalla segheria
32. Ritorno a casa

## Sigle
- La sigla di apertura e chiusura della prima edizione di Raiuno dal titolo "Huck e Jim", testo di Luigi Albertelli, musica di Massimo Luca, arrangiamento di Vince Tempera, è interpretata dal Louisiana Group.
- La sigla di apertura e chiusura delle repliche di Videomusic e TMC della prima edizione è semplicemente intitolata "Huck Finn". Essa è interpretata da Antonio Galbiati, su testo di Fabrizio Berlincioni, con musica e arrangiamento di Silvio Amato.
- La sigla di apertura e chiusura della seconda edizione di Italia 1 dal titolo "Un fiume di avventure con Huck", testo di Alessandra Valeri Manera, musica e arrangiamento di Gianfranco Fasano, è interpretata da Cristina D'Avena.